# ヴードゥー・チャイルド (スライト・リターン)
「ヴードゥー・チャイルド (スライト・リターン)」（Voodoo Child (Slight Return)）は、ザ・ジミ・ヘンドリックス・エクスペリエンスが1968年に発表した楽曲。ローリング・ストーンの選ぶオールタイム・グレイテスト・ソング500（2010年版）では102位にランクされている。

## 概要
1968年5月2日の早朝、ヘンドリックスはミッチ・ミッチェル、トラフィックのスティーヴ・ウィンウッド、ジェファーソン・エアプレインのジャック・キャサディの4人で「ヴードゥー・チャイル」 Voodoo Chile のレコーディングを行う。
翌5月3日、ABCテレビのドキュメンタリー番組の撮影のためにグループの3人のメンバーはレコード・プラント・スタジオに集まった。そこで撮影と同時にレコーディングされたのが、前日の「ヴードゥー・チャイル」を発展させた本作品、「ヴードゥー・チャイルド (スライト・リターン)」だった。ヘンドリックスの伝記を書いたスティーヴン・ロビーによれば、レコーディングに要したのは8テイク、アルバム『エレクトリック・レディランド』に使用されたのはその最終テイクであった。
1970年9月18日、ヘンドリックスはロンドンのホテルに滞在中に急逝。彼の死から約ひと月後の10月23日、イギリスでトラック・レコードからシングルカットされる（タイトルは「Voodoo Chile」と表記された）。B面は「ヘイ・ジョー」と「見張塔からずっと」。11月21日付の全英シングルチャートの1位を記録した。

## カバー・バージョン
- スティーヴィー・レイ・ヴォーン - 『Couldn't Stand the Weather』（1984年）、『Live Alive』（1986年）に収録。
- デヴィッド・トーン - 『Door X』（1990年）に収録。
- アンジェリーク・キジョー - 『Oremi』（1998年）に収録。
- イングヴェイ・マルムスティーン - 『The Genesis』（2002年）に収録。
- アース・ウィンド・アンド・ファイアー - トリビュート・アルバム『Power of Soul: A Tribute to Jimi Hendrix』（2004年）に収録。
- ゲイリー・ムーア - 『Blues for Jimi』（2012年）に収録。